# All Shook Down
| Оценки критиков               | Оценки критиков    |
| Источник                      | Оценка             |
| ----------------------------- | ------------------ |
| AllMusic                      | [ 1 ]              |
| Chicago Tribune               | [ 2 ]              |
| Entertainment Weekly          | B− (1990) B (2008) |
| Los Angeles Times             | [ 5 ]              |
| The Philadelphia Inquirer     | [ 6 ]              |
| Pitchfork                     | 6.3/10             |
| Q                             | [ 8 ]              |
| Rolling Stone                 | [ 9 ]              |
| The Rolling Stone Album Guide | [ 10 ]             |
| Select                        | 4/5                |

All Shook Down — седьмой и последний студийный альбом американской рок-группы The Replacements, выпущенный 25 сентября 1990 года на лейбле Sire Records.

## Запись
Изначально этот альбом задумывался в качестве дебютного сольника Пола Вестерберга. Однако руководство Sire Records уговорило музыканта переделать его в альбом The Replacements, ещё до начала записи. Из-за масштабности первоначального замысла All Shook Down характерен многочисленными сессиями и дополнительными сайд-музыкантами.
Хотя точно не известно, какие музыканты были задействованы в тех или иных треках, впоследствии появлялось много информации по этому вопросу. Так, в интервью журналу Musician Вестерберг отметил, что на альбоме отметилось четыре барабанщика, но «мы не пригласили ни одного гитариста», что указывает на то, что все гитарные партии были исполнены участниками группы, но многие партии ударных — нет. Басист Томми Стинсон присоединился к проекту примерно через неделю после его начала, сыграв большую часть инструментальных партий на пластинке, но не на все. Позднее он упоминал, что есть «песни, в которых я не играл», возможно, имея в виду заглавный трек, в котором бас отсутствует, или ссылаясь на вклад Вестерберга, который иногда играл на 6-струнной бас-гитаре на более ранних записях группы, и, таким образом, мог заменить Стинсона в некоторых композициях.
В период сессий барабанщик Крис Марс принёс аудиокассету с собственным материалом, который был записан на четырёхдорожечный магнитофон. Марс и раньше писал песни для группы, однако когда Вестерберг стал основным автором песен, он начал браковать весь материал, который приносил Марс. Когда Вестерберг вновь — сходу — отклонил предложенные им песни, Марс решил, что ему пора уйти из группы насовсем.
В ряде песен выделяется бэк-вокал Стинсона. Гитарист Слим Данлэп присоединился к записи позже и, возможно, участвовал меньше, чем Стинсон, но Вестерберг попросил Данлэпа записать дополнительные гитарные и вокал после того, как Стинсон и Марс закончили свои партии, и хотя в альбоме относительно мало гитарных соло, в нескольких песнях присутствует характерный стиль Данлэпа. До того как Марс прибыл на сессии его уже заменял сессионным барабанщик Чарли Дрейтоном (который записал несколько партий), после этого группа привлекла еще двух ударников. Единственным треком, в котором играет весь оригинальный состав, возможно, является рейв-ап «Attitude».
Заметным участником сессий является Джон Кейл, бывший музыкант The Velvet Underground, который сыграл на альте в песне «Sadly Beautiful», а также Джонетт Наполитано из Concrete Blonde, записавшая с Вестербергом дуэт для «My Little Problem».

## Отзывы критиков
В поддержку альбома были выпущены промо-синглы на песни «Merry Go Round», «Someone Take The Wheel», «When It Began» и «Happy Town». «Merry Go Round» стал самым успешным синглом группы в чарте Modern Rock Tracks, занимая первое место четыре недели подряд.
Марс покинул группу в ноябре 1990 года (напоследок снявшись в клипе на песню «Merry Go Round»), в последующем шестимесячном турне место барабанщика занял Стив Фоули. В 1991 году группа получила номинации на премию MTV Video Music Awards в категориях «Лучшее альтернативное видео» и «Лучшие спецэффекты» за клип к песне «When It Began», а также была выдвинута на соискание премии «Грэмми» в категории «Лучший альтернативный альбом». Последний концерт The Replacements состоялся в День независимости США, 4 июля 1991 года, в чикагском Грант-парке.
Редакция журнала Rolling Stone поставила альбом на третье место в своём списке лучших альбомов 1990 года.
23 сентября 2008 году лейбл Rhino Entertainment переиздал ремастированую версию альбома с 11 дополнительными треками и аннотациями Питера Джесперсона.
Обложка альбома была сделана в Ньюпорте, штат Кентукки, на углу 7-й улицы и Брайтон-стрит, с панорамой на север в сторону Цинциннати, штат Огайо.

## Список композиций
Слова и музыка всех песен написаны Полом Вестербергом, за исключением отмеченных.
1. «Merry Go Round» — 3:29
2. «One Wink at a Time» — 3:02
3. «Nobody» — 3:06
4. «Bent Out of Shape» — 3:42
5. «Sadly Beautiful» — 3:09
6. «Someone Take the Wheel» — 3:37
7. «When It Began» — 3:07
8. «All Shook Down» — 3:16
9. «Attitude» — 2:43
10. «Happy Town» — 2:54
11. «Torture» — 1:52
12. «My Little Problem» — 4:09
13. «The Last» — 2:54

Бонус-треки переиздания (2008)
1. «When It Began (Demo Version)» — 2:47
2. «Kissin' in Action (Demo Version)» — 2:27
3. «Someone Take the Wheel (Demo Version)» — 3:37
4. «Attitude (Demo Version)» — 2:54
5. «Happy Town (Demo Version)» — 2:40
6. «Tiny Paper Plane (Demo)» — 2:08
7. «Sadly Beautiful (Demo)» — 3:15
8. «My Little Problem (Alternate Version)» — 3:39
9. «Ought to Get Love» — 3:04
10. «Satellite» (Tommy Stinson) — 3:39
11. «Kissin' in Action» — 3:35

- Треки 14-20 представляют собой студийные демо.
- Трек 21 является альтернативным дублем.
- Треки 22-24 ранее выпускались на EP Don’t Sell or Buy, It’s Crap.

## Участники записи
The Replacements
- Пол Вестерберг[англ.] — вокал, гитара, фортепиано
- Боб «Слим» Данлэп[англ.] — гитара, бэк-вокал
- Томми Стинсон[англ.] — бас-гитара, бэк-вокал
- Крис Марс[англ.] — ударные

Дополнительные музыканты и технический персонал
- Джон Кейл — альт в «Sadly Beautiful»
- Бенмонт Тенч[англ.] — фортепиано, орган
- Чарли Дрейтон[англ.] — ударные в песнях «Merry Go Round» и «Someone Take the Wheel».
- Джонетт Наполитано[англ.] — вокал на «My Little Problem»
- Мауро Магеллан — ударные в «Bent Out of Shape»
- Майкл Блэр — ударные в песнях «Happy Town», «My Little Problem» и «The Last».
- Стив Берлин[англ.] — саксофон в «One Wink at a Time», окарина в «All Shook Down»
- Терри Рид — бэк-вокал на «Someone Take the Wheel»